# Valeriana mandonii
Valeriana mandonii är en kaprifolväxtart. Valeriana mandonii ingår i släktet vänderötter, och familjen kaprifolväxter.

## Underarter
Arten delas in i följande underarter:
- V. m. andina
- V. m. mandonii